# Відключення Facebook 4 жовтня 2021

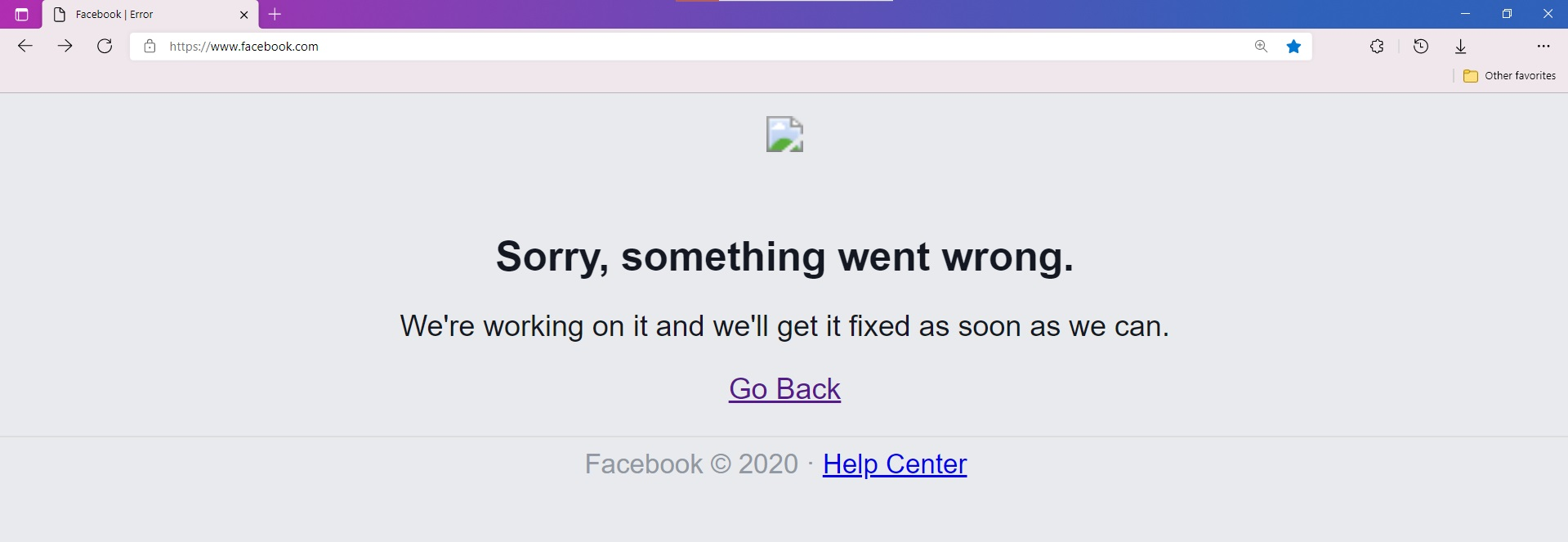

О 16:40 за київським часом 4 жовтня 2021 р. американська соціальна мережа Facebook та її дочірні компанії, включно з Facebook Messenger, Instagram, WhatsApp, Mapillary та Oculus, стали недосяжними по всьому світу протягом семи годин. Перебої були спричинені вилученням протоколів граничного шлюзу (BGP) з усіх IP-маршрутів до їх серверів системи доменних імен (DNS). Після аварійного завершення роботи цих програм користувачі почали переходити на Twitter, Discord та Telegram, що призвело до збоїв у роботі серверів цих програм. Служби DNS Facebook знову стали доступними о 1:05 за київським часом 5 жовтня 2021, але станом на 24:00 за київським часом, Facebook повідомила, що функції поступово відновлюються у Facebook, Instagram та WhatsApp після більш ніж 6 годин відключення.
Відключення також перервало внутрішні комунікації Facebook, перешкоджаючи працівникам надсилати або отримувати зовнішні електронні листи, отримувати доступ до корпоративного каталогу та автентифікацію щодо деяких сервісів Google Docs і Zoom. The New York Times повідомляла, що співробітники не могли увійти до будівель та конференц-залів компанії Facebook, користуючись електронними перепустками. Сайт Downdetector, який відстежує відключення мереж по всьому світові, зафіксував десятки тисяч інцидентів у всьому світі. Стів Гібсон, дослідник безпеки, сказав, що «повсякденне оновлення BGP пішло не так», заблокувавши «людей з віддаленим доступом» до серверів, які могли б виправити помилку, натомість люди з фізичним доступом не мають дозволу виправити помилку.
У доповіді CNBC йдеться про те, що це відключення стало наймсштабнішим для Facebook з 2008 року. У день відключення акції компанії впали майже на 5 %.